# کاخ فرهنگ و ورزش
کاخ فرهنگ و ورزش (بلغاری: Дворец на културата и спорта) یک مجتمع فرهنگی ورزشی است که در شهر وارنا بلغارستان قرار دارد. این مجتمع از ۳ سالن ورزشی تشکیل شده که سالن کنگره، سالن ملادُست و سالن ۲۰ نام دارند. این مجتمع در سال ۱۹۶۸ تأسیس شده‌است. سالن کنگره به عنوان خانه تیم والیبال ملی بلغارستان است.

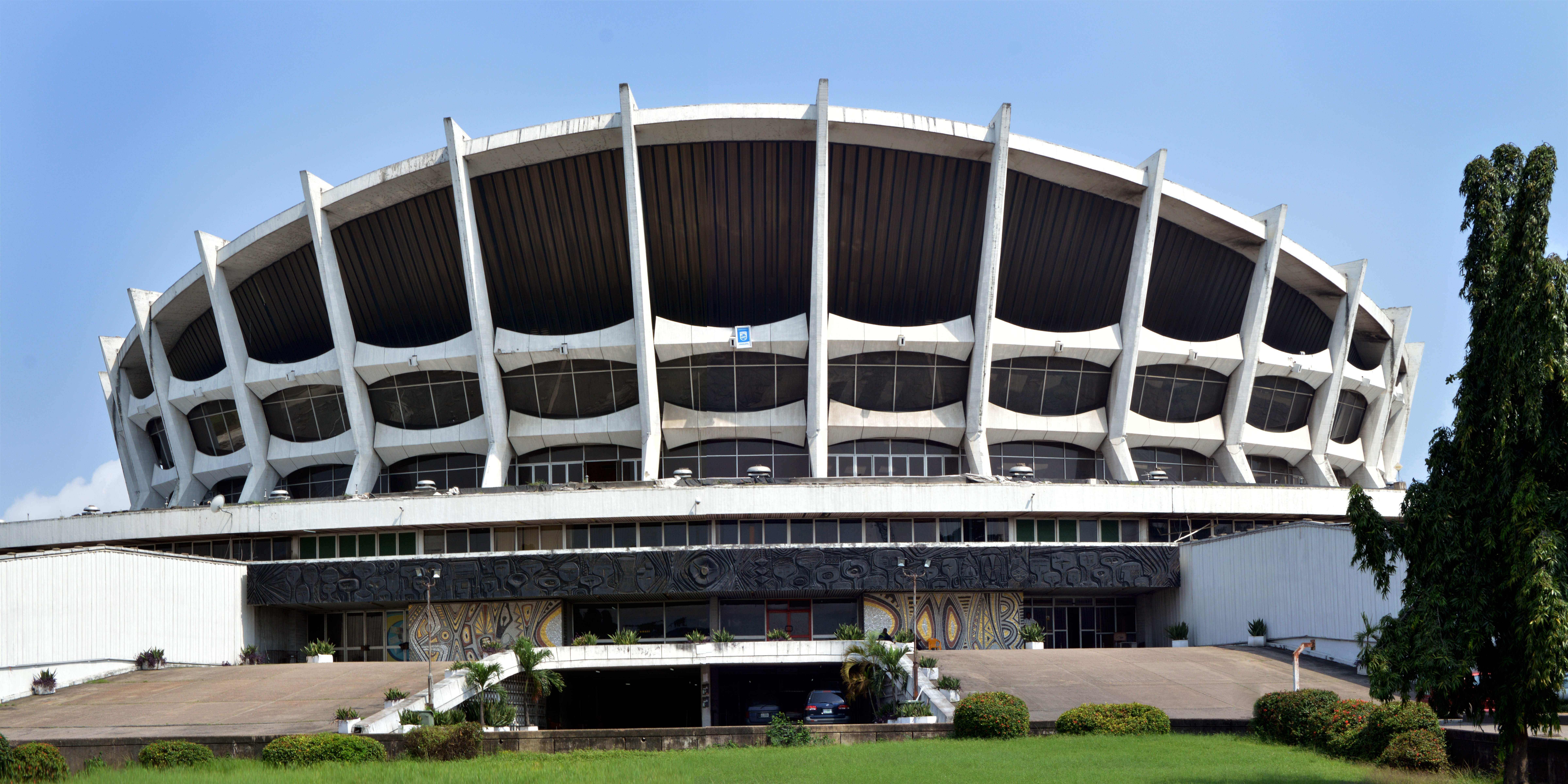
National Arts Theatre, Iganmu, Lagos